# Tatuidris
Tatuidris – rodzaj mrówek należący do podrodziny Agroecomyrmecinae, obejmujący jeden gatunek, Tatuidris tatusia.